# واتسلاف میگاس
واتسلاف میگاس (چکی: Václav Migas; ۱۶ سپتامبر ۱۹۴۴ – ۲۳ سپتامبر ۲۰۰۰) بازیکن فوتبال اهل چکسلواکی بود.
از باشگاه‌هایی که در آن بازی کرده‌است می‌توان به باشگاه فوتبال اسپارتا پراگ اشاره کرد.
وی همچنین در تیم ملی فوتبال چکسلواکی بازی کرده‌است.